# Flonheim
Flonheim là một đô thị có 2631 dân (cuối năm 2006) thuộc huyện Alzey-Worms, bang Rheinland-Pfalz, nước Đức. Đô thị Flonheim có diện tích 14,95 km². Flonheim nằm ở trung tâm Rhenish Hesse, gần thung lũng sông Rhine.